# Martinsbuch
Martinsbuch ist ein Ortsteil der Gemeinde Mengkofen im niederbayerischen Landkreis Dingolfing-Landau. Bis 1972 bildete er eine selbstständige Gemeinde.

## Lage
Martinsbuch liegt etwa drei Kilometer nordwestlich von Mengkofen an der Staatsstraße 2111.

## Geschichte
Martinsbuch bildete eine Hofmark, die 1424 der Schenk an den Degenberger verkaufte. Seit 1474 waren in Martinsbuch vier Anwesen, eine Schmiede und der Pfarrhof belegt. Im Jahr 1600 wird erstmals eine Hofmarkstaferne genannt, seit 1601 ist ein Bäcker belegt, ebenfalls seit 1601 gab es auch ein Wohnhaus des Amtmannes mit einem als „Keuche“ bezeichneten Gefängnis. Die Gerichtsrechte wurden von der Hofmarksherrschaft mit dem Pfleggericht Dingolfing geteilt.
Der Martinsbucher Pfarrer Franz Xaver Prechtl, der 1793 ein „Hausbuch“ seiner Pfarrei in 15 Bänden anlegte, verzeichnete für das Jahr 1690 insgesamt 24 Anwesen. Die meisten der hölzernen Häuser des Dorfes waren mit Schindeln gedeckt, die man in den Wintermonaten meist selbst herstellte. Im ausgehenden 18. Jahrhundert wurden die ersten Häuser untermauert. Der größte Baukomplex war der Pfarrhof: Er bestand aus dem Wohnhaus mit Pferde- und Ochsenstall, einer Scheune für Getreide und Heu, Ställen für Kühe, Schweine, Schafe, Kälber und Hühner, Schupfen, Wasch- und Backhaus, Wagen-Remise und Getreidekasten sowie einem Holzschupfen. 
Die zu Beginn des 19. Jahrhunderts gebildete Gemeinde Martinsbuch gehörte zum Gericht Pfaffenberg, seit 1840 umbenannt in Gericht Mallersdorf. In diesem Jahr 1840 bestand das Pfarrdorf aus 28 Häusern mit 112 Einwohnern. Am 1. Juli 1972 wurde die Gemeinde Martinsbuch im Zuge der Gebietsreform in die Gemeinde Mengkofen ein- und damit auch zum Landkreis Dingolfing (jetzt: Dingolfing-Landau) umgegliedert.

## Sehenswürdigkeiten
- Pfarrkirche St. Martin. Sie wurde 1728 erbaut und 1736 eingeweiht. Die Altäre aus dem 18. Jahrhundert haben Altarblätter von 1852, die Kanzel stammt aus dem Jahr 1740, eine Marienfigur vom Ende des 14. Jahrhunderts.

## Vereine
- Dorffrauen Martinsbuch
- Freiwillige Feuerwehr Martinsbuch
- Katholische Landjugend Martinsbuch
- Krieger- und Reservistenverein Martinsbuch
- Schützenverein Almenrausch Martinsbuch
- Motorradfreunde Martinsbuch